# Lubacz (obwód kurski)
Lubacz (ros. Любач) – osiedle typu wiejskiego w zachodniej Rosji, w sielsowiecie wysznierieutczanskim rejonu miedwieńskiego w obwodzie kurskim.

## Geografia
Miejscowość położona jest 8 km od centrum administracyjnego sielsowietu (Wierchnij Rieutiec), 16 km na południowy zachód od centrum administracyjnego rejonu (Miedwienka), 43 km na południowy zachód od Kurska, 19 km od drogi magistralnej (federalnego znaczenia) M2 «Krym».
W osiedlu znajdują się 44 posesje.
Klimat
Miejscowość, jak i cały rejon, znajduje się w strefie klimatu kontynentalnego z łagodnym ciepłym latem i równomiernie rozłożonymi opadami rocznymi (Dfb w klasyfikacji klimatów Köppena).
|                            | Sty  | Lut  | Mar  | Kwi | Maj  | Cze  | Lip  | Sie  | Wrz  | Paź  | Lis  | Gru  |
| -------------------------- | ---- | ---- | ---- | --- | ---- | ---- | ---- | ---- | ---- | ---- | ---- | ---- |
| Najwyższe temperatury (°C) | -4   | -2,9 | 3    | 13  | 19,4 | 22,7 | 25,2 | 24,7 | 18,2 | 10,6 | 3,5  | -1,1 |
| Najniższe temperatury (°C) | -8,5 | -8,6 | -4,6 | 2,8 | 9,1  | 13   | 15,8 | 14,9 | 9,7  | 4    | -1,1 | -5,3 |
| Opady (mm)                 | 51   | 44   | 49   | 50  | 63   | 68   | 73   | 54   | 56   | 56   | 47   | 50   |
| Ilość dni z opadami        | 9    | 8    | 8    | 7   | 8    | 8    | 9    | 6    | 6    | 7    | 7    | 8    |

## Demografia
W 2010 r. osiedle zamieszkiwało 248 osób.